# 巴比伦之狮 (雕像)

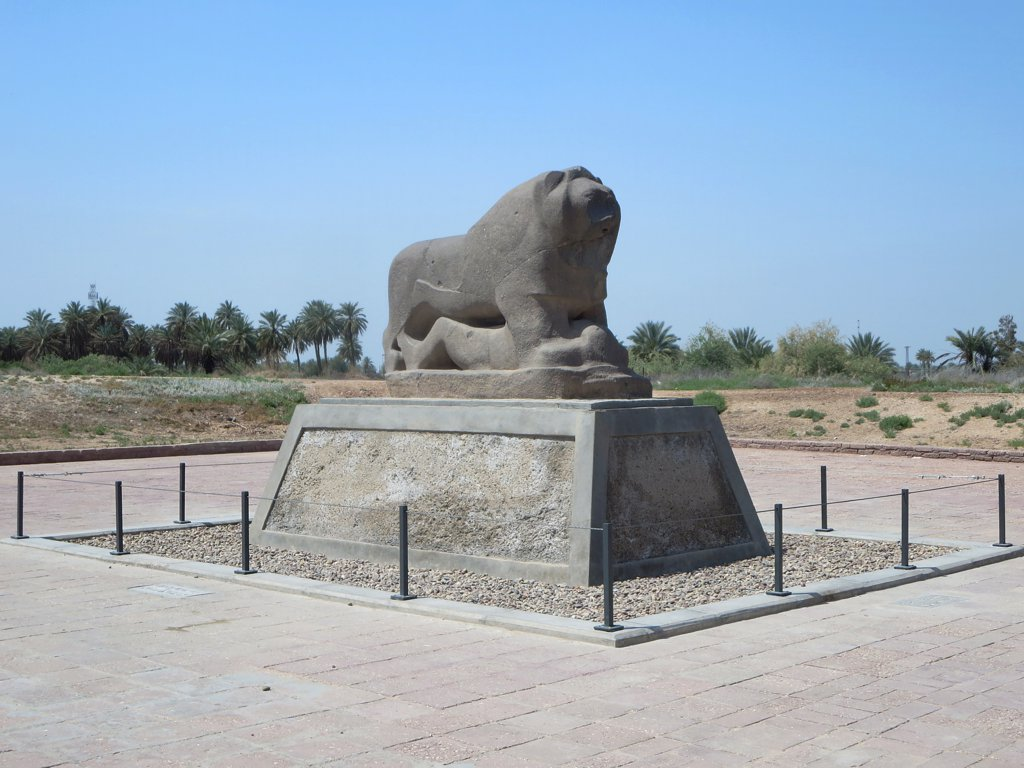
巴比伦之狮

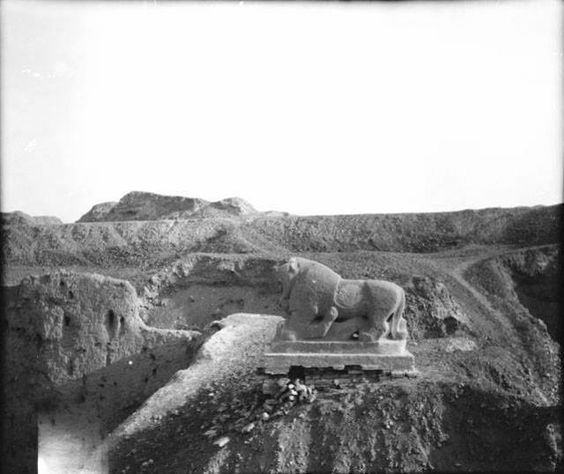
1909年的巴比伦之狮

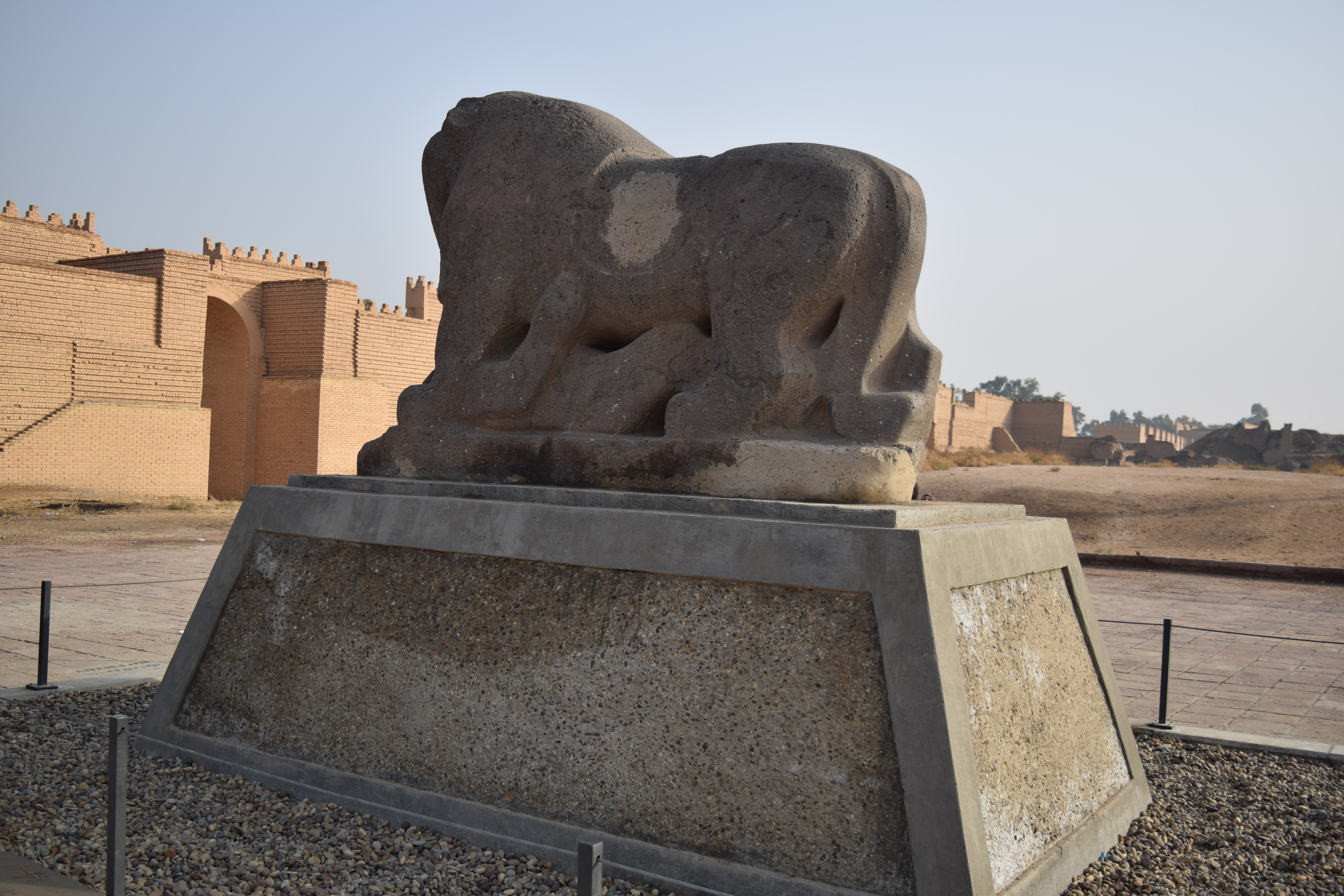
从左侧看的巴比伦之狮[https://artsandculture.google.com/asset/lion-of-babylon-early-1900s/AAFMiRoSEKDTLQ

巴比伦之狮是在伊拉克巴比伦古城的一尊石狮雕像，距今已有2600多年的历史。它最早由克劳狄乌斯·里奇于1817年记录，但它最早的发现者可能属于约瑟夫·德·博尚，他早在1790年就发现了它。
该雕像可能是由迦勒底巴比伦国王尼布甲尼撒二世（公元前605-562 年）委托建造的，但现在大多数专家认为它来源于赫梯，是在赫梯占领巴比伦期间制作的。

## 描述
这座雕像由黑色玄武岩制成，它描绘了一只美索不达米亚狮子踩着一个人的场景。雕像长2米，高1米，重约7吨，盛放雕像的平台也高1米。狮子的背上有一个雕刻的凹陷，据信狮背上最初放置有一个鞍，鞍上可能摆放有象征着生育、爱情和战争的女神伊什塔尔的雕像。  

## 近代历史
多年来，由于缺乏保护，雕像被游客频繁地攀爬，从而留下了痕迹。而自然原因也对雕像产生了诸多破坏。2013年，世界古迹基金会与伊拉克国家古物委员会合作对该雕像进行了保护工作。雕像表面被清理，并被部分修复，雕像的底座被更换，并添加了安全屏障，防止游客破坏雕像。

## 象征主义
巴比伦之狮是该地区一个常见的历史主题，该雕像是巴比伦乃至美索不达米亚艺术最重要的象征之一。这座石狮被认为是伊拉克的国家象征，被包括伊拉克足协在内的多个伊拉克国家机构用作标志。

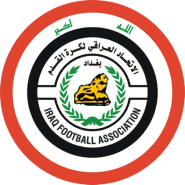
伊拉克足协标志中央的巴比伦之狮

而制造这座雕像目的是通过展示狮子践踏一个人，来威慑他们的敌人，从而让敌人们感到恐惧。

## 其他相关
- 伊什塔尔门
- 亚述巴尼拔的狮子狩猎
- 巴士拉的狮子
- 巴比伦之狮
- 犹大的狮子